# Yamane Iwao
Iwao Yamane (sinh ngày 31 tháng 7 năm 1976) là một cầu thủ bóng đá người Nhật Bản.

## Sự nghiệp câu lạc bộ
Iwao Yamane đã từng chơi cho Sanfrecce Hiroshima, Oita Trinita, Kawasaki Frontale, Kashiwa Reysol và Zweigen Kanazawa.